# Liniez

Liniez este o comună în departamentul Indre, Franța. În 1 ianuarie 2022 avea o populație de 324 de locuitori.